# Fulacunda (sector)
Fulacunda é um sector da região administrativa de Quinara na Guiné-Bissau com 917,3 km2.
A principal cidade deste sector guineense se chama de Fulacunda, a qual possui uma população aproximada de 1.300 habitantes.
Neste sector está localizado o Parque Natural das Lagoas de Cufada, uma das maiores áreas de preservação natural de Guiné-Bissau.